# GIRL FRIEND (Base Ball Bearのアルバム)
『GIRL FRIEND』（ガール フレンド）は、Base Ball Bearのメジャーデビューミニアルバム。

## 解説
CD-EXTRAには「GIRL FRIEND」のPVが収録されている。『映像版『バンドBについて』第一巻』収録のPVでは、エンディング付近の編集が2箇所異なっている。
オリコンチャートの2006年4月24日付週間CDアルバムランキングでは1,692枚を売り上げ113位にランクインした。

### 『電波塔マーク』について
これには『東京のバンドとしてやっていく』との意味が込められている。
4人体制時代では
- ライブ会場限定盤「バンドBについて」～1stフルアルバム『C』(全て2006年)
シングル『「それって、for 誰?」part.1』など3枚 (2015年)
6thフルアルバム『C2』(2015年)

3人体制移行後は
- EP『ポラリス』、『Grape』(2019年)
8thフルアルバム『C3』(2020年)
シングル『海になりたい part.3』(2023年･全形態。形態によりジャケットのタッチが若干違う)

の各作品でこのアートワークが使用されている。

## 収録曲

### CD
| 全作詞・作曲: 小出祐介、全編曲: Base Ball Bear。 |                 |          |            |      |
| #                                                | タイトル        | 作詞     | 作曲・編曲 | 時間 |
| 1.                                               | 「GIRL FRIEND」 | 小出祐介 | 小出祐介   | 4:06 |
| 2.                                               | 「BLACK SEA」   | 小出祐介 | 小出祐介   | 3:23 |
| 3.                                               | 「CITY DANCE」  | 小出祐介 | 小出祐介   | 3:57 |
| 4.                                               | 「4D界隈」      | 小出祐介 | 小出祐介   | 4:13 |
| 合計時間:                                        | 合計時間:       | 15:39    |            |      |

### CD-EXTRA
| #  | タイトル                     | 作詞 | 作曲・編曲 | 監督     |
| -- | ---------------------------- | ---- | ---------- | -------- |
| 1. | 「GIRL FRIEND」(Music Video) |      |            | 児玉裕一 |

### 楽曲について
1. GIRL FRIEND
  - PV監督は児玉裕一。
  - 1stアルバム『C』、ベストアルバム『バンドBのベスト』・『増補改訂完全版「バンドBのベスト」』収録
  - 小出曰く「フジファブリックの『桜の季節』に負けないデビュー曲を」と意識した曲。
2. BLACK SEA
3. CITY DANCE
4. 4D界隈
  - 「フォーディーかいわい」と読む。